# Rue Nysten
La rue Nysten est une artère du centre de la ville de Liège (Belgique) dont une partie est située le long du jardin botanique.

## Odonymie
Depuis 1863, la rue rend hommage à Pierre-Hubert Nysten, né le 30 octobre 1771 à Liège, mort le 3 mars 1818 à Paris, physiologiste et pédiatre franco-belge. Depuis la création de la rue vers 1840 jusqu'en 1863, elle s'appelait la rue Trockay.

## Description
Cette rue rectiligne  et en légère montée mesure environ 230 m. La partie basse de la voirie longe le côté sud-ouest du jardin botanique. La rue relie la rue Bassenge à la rue des Anges. Une potale se trouve à l'angle de la rue Courtois.

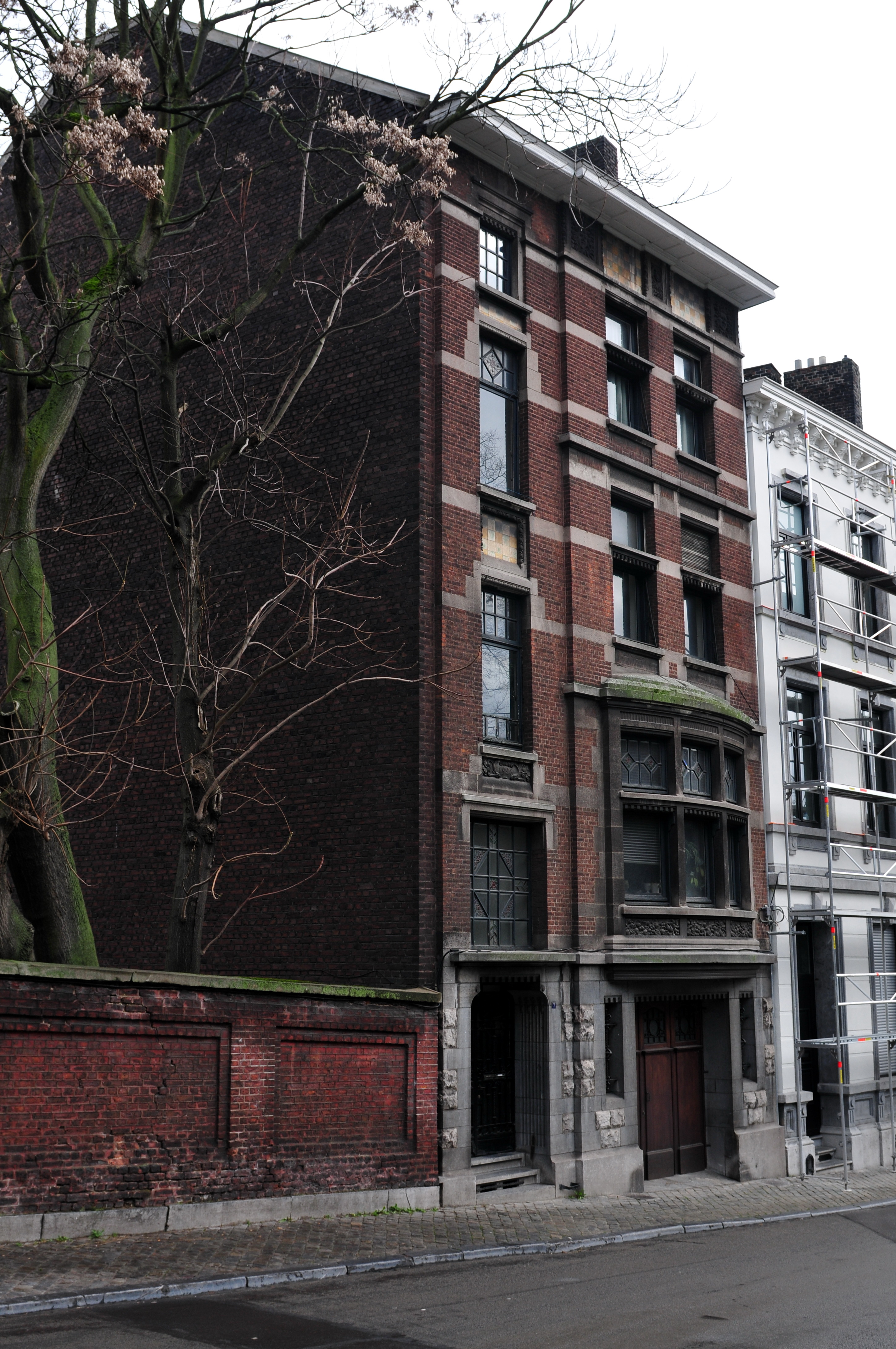
Rue Nysten, 7

## Architecture
Quatorze immeubles sis du no 20 au no 46 ont été construits à une dizaine de mètres en retrait de la voirie. Ils étaient à l'origine chacun précédés d'un jardinet. Aujourd'hui, il n'en subsiste plus qu'un seul au no 24.
Les immeubles situés aux nos 7 et 32 relèvent du style Art déco. Les éléments les plus représentatifs de ce style sont : 
- au no 7, l'oriel à base semi-circulaire avec une frise représentant des fruits, la baie d'imposte avec vitraux en lignes droites ornés de motifs floraux et le cartouche datant le bâtiment de 1928,
- au no 32, la grille d'entrée, les ferronneries de la porte de garage et des balconnets, les nombreux rectangles à motifs végétaux ainsi que les stries en façade.

## Voies adjacentes
- Rue Bassenge
- Rue Defrance
- Rue Courtois
- Rue des Anges
- Rue Charles Morren
- Rue de Sluse

### Source et bibliographie
- Yannik Delairesse et Michel Elsdorf, Le nouveau livre des rues de Liège, Liège, Noir Dessin Production, 2008, 512 p. (ISBN 978-2-87351-143-2 et 2-87351-143-5, présentation en ligne), page 338